# Партизанське (Словаччина)
Партизанське (словац. Partizánske, угор. Simony) — місто в західній Словаччині на річці Нітра. Населення міста становить близько 23 932 мешканців.

## Географія
Місто розташоване на злитті річок Нітра та Нітриця біля підніжжя гірських масивів Трибеч та Стражівських Врхів, у Західних Карпатах. Воно лежить за 47 км на південний схід від міста Тренчин і за 128 км на північний схід від столиці країни, Братислави.

## Історія

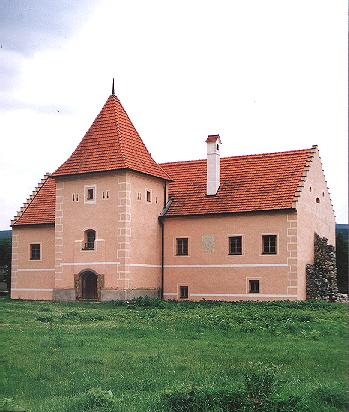
Партизанське. Водний Град

Партизанське — молоде місто, яке було засновано в 1938 році, коли взуттєва фірма «Baťa» побудувала на околиці села Шимоновани свій завод. Так виникло містечко Батевани. В 1948 році Батевани отримали статут міста, а в 1949, у пам'ять боїв словацьких партизан із військами вермахту, місто було перейменоване в Партизанське.
До 1960 року місто було центром округу. У період з 1960 по 1995 роки належало до округу Топольчани, а з 1996 року стало адміністративним центром однойменного округу.

## Населення
| Рік:            | 1993   | 2003    | 2013    | 2023     |
| --------------- | ------ | ------- | ------- | -------- |
| Кількість осіб: | 27 007 | 24 686  | 23 709  | 20 607   |
| Різниця:        |        | -8,59 % | -3,95 % | -13,08 % |

| Рік:            | 2022   | 2023    |
| --------------- | ------ | ------- |
| Кількість осіб: | 20 871 | 20 607  |
| Різниця:        |        | -1,26 % |

За даними перепису населення 2001 року, у місті проживало 24 907 осіб.

### Національний склад
- Словаки — 97,62 %
- Чехи — 0,69 %
- Роми — 0,32 %
- Угорці — 0,28 %
- Поляки — 0,06 %
- Німці — 0,03 %
- інші національності — 1,02 %

### Конфесійний склад
- Католики — 73,88 %
- Лютерани — 2,95 %
- Греко-католики — 0,18 %
- Православні — 0,06 %
- інші конфесії та атеїсти — 22,93 %

## Пам'ятки
- Водний Град — найстаріший особняк в стилі готики і ренесансу. Приблизний час будівництва оцінюється XIV–XV століттям.
- Римо-католицький костел Святого Серця Ісуса, (1949).
- Римо-католицький костел Святого Томаша, (1999).
- Римо-католицький костел Святої Діви Марії, (XIII століття).
- Римо-католицький костел Святої Єлизавети, (XVIII століття).

## Відомі люди
- Рудольф Йошик (нар. 2 грудня 1919, Турзовка — † 30 липня 1960, Братислава) — словацький письменник, поет і журналіст.
- Ян Батя — підприємець, власник місцевих заводів взуття.
- Пітер Дворський (нар. 25 вересня 1951, Партизанське) — словацький оперний співак (тенор).
- Мирослав Дворський (нар. 16 травня 1960, Партизанське) — словацький оперний співак (тенор).
- Павло Балаж (нар. 1 квітня 1984, Партизанське) — словацький футболіст, півзахисник клубу «Лодзь».

## Міста-побратими
Partizánske побратим з:
- Баяна Башта, Сербія
- Бенешов, Чехія
- Крапковиці, Польща
- Наход, Чехія
- Світ, Словаччина
- Валашске Мезиржичі, Чехія
- Вуковар, Хорватія

## Світлини

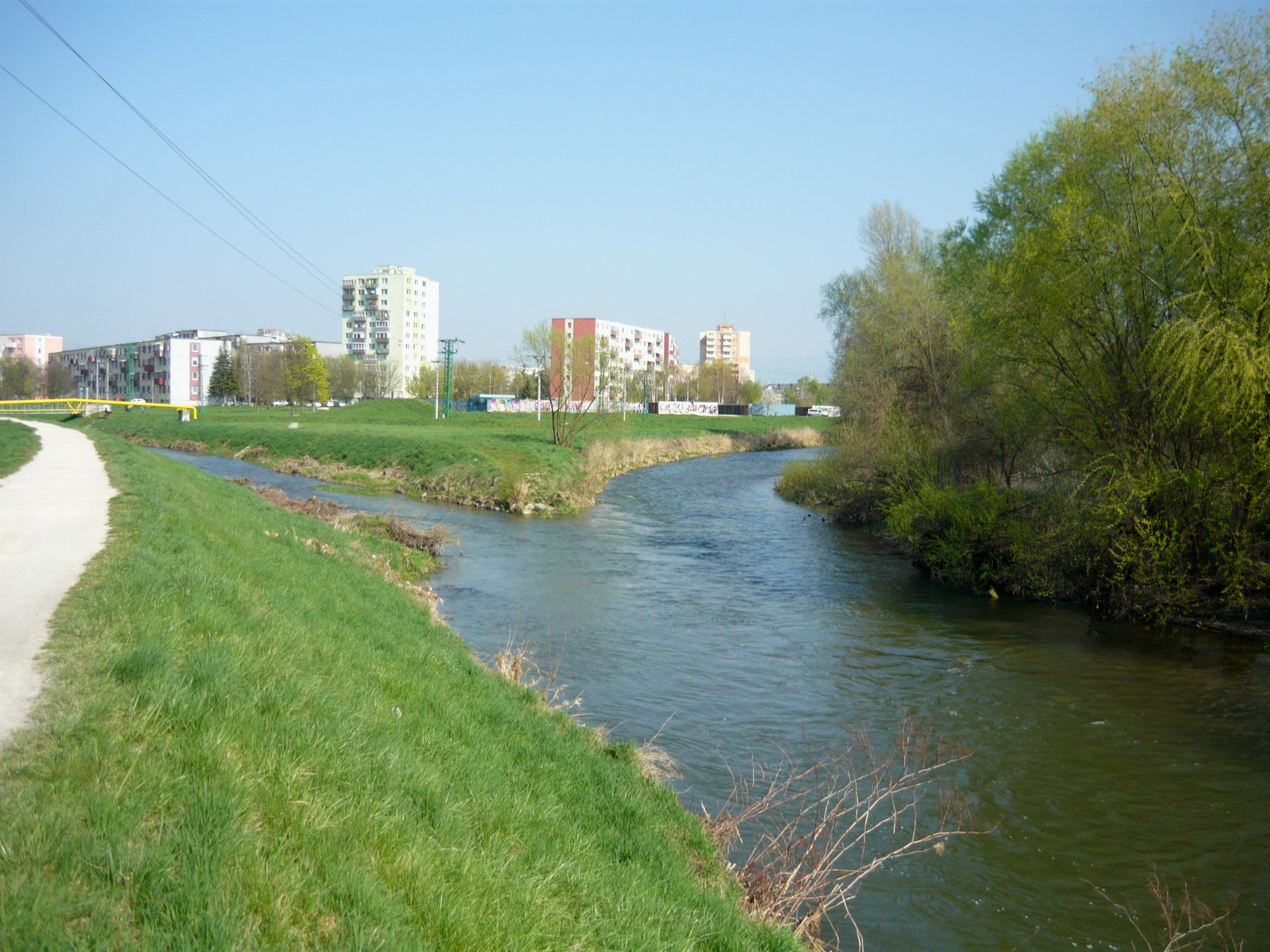
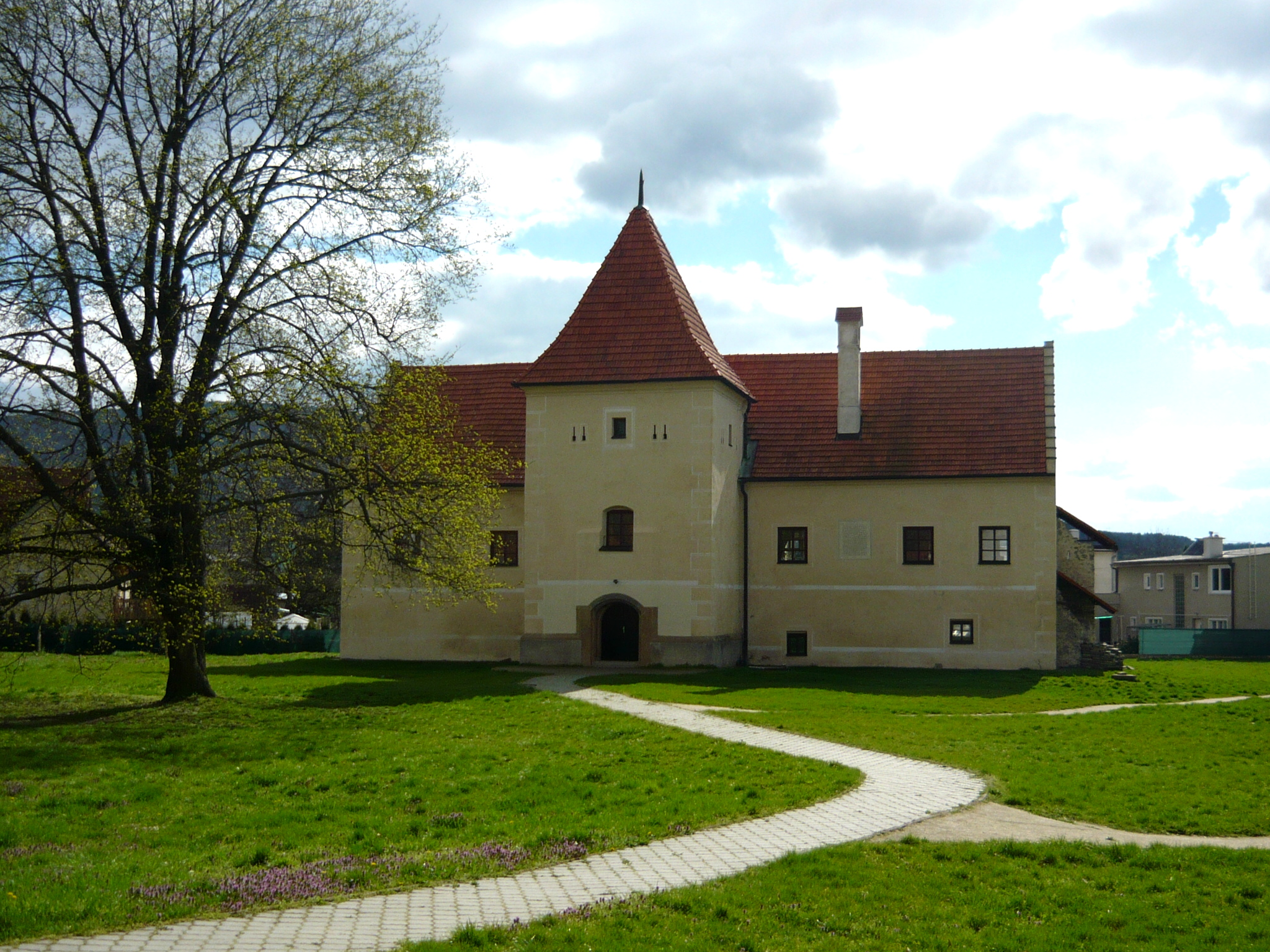
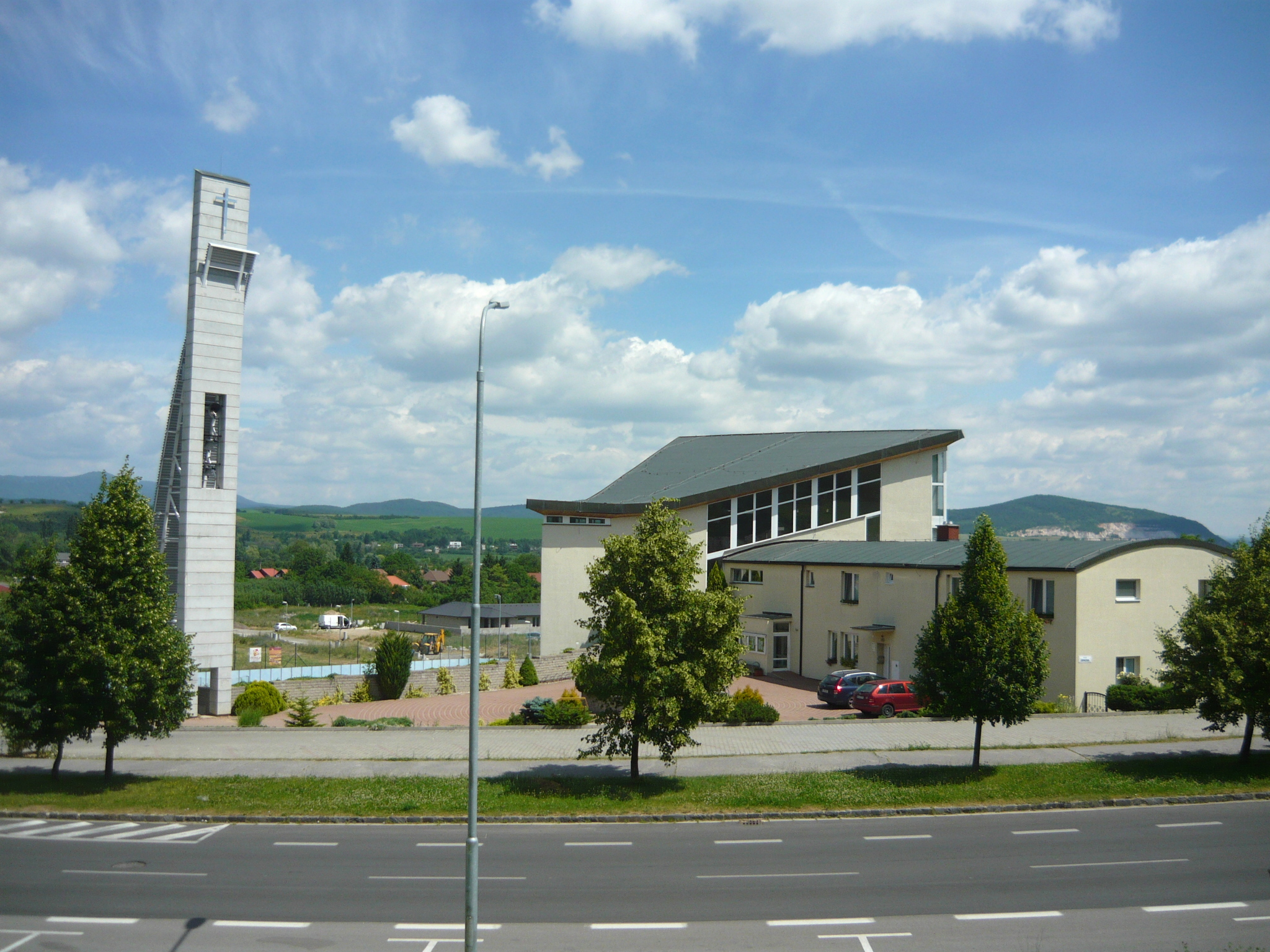